# Hagener Randhöhen
Die Hagener Randhöhen sind eine naturräumliche Einheit mit der Ordnungsnummer 3361.1 und umfassen laut dem Handbuch der naturräumlichen Gliederung Deutschlands die bis zu 375 m hohen, von Kerb- und Muldentälern gegliederten Randhöhen des Märkischen Oberlands (Ordnungsnummer 3361) südlich der unteren Ennepe zwischen Ennepetal-Milspe und Hagen.
Sie sind Bestandteil des Altenaer Sattels (3361.0-5), der jenseits der strengen hierarchischen Gliederung der Naturräume als Zwischeneinheit sechs der neun Naturräume (eben 3361.0 bis 3361.5) und damit zwei Drittel der Fläche der Haupteinheit Märkisches Oberland zu einer geologischen Einheit zusammenfasst.
Der Gevelsberger Stadtwald mit den Erhebungen Hageböllinger Kopf,  Mühler Kopf, Brahmskopf, Poeter Kopf und Bredder Kopf und der Hagener Stadtwald mit dem Goldberg, Riegerberg und weiteren Höhen der Hesterthardt (3361.11) sowie das Tal des mittleren Hasper Bachs in der Vörde-Selbecker Furche (3361.12) liegen innerhalb des Naturraums, der das Untere Ennepetal (3372.0) von der Breckerfelder Hochfläche (3361.0) trennt.

## Naturräumliche Gliederung
Die Hagener Randhöhen untergliedern sich wie folgt:
- 3361.1 Hagener Randhöhen

- 3361.10 Ennepetaler Schluchten
- 3361.11 Hesterthardt
- 3361.12 Vörde-Selbecker Furche